# Stechnikowce
Stechnikowce – wieś na Ukrainie w rejonie tarnopolskim należącym do obwodu tarnopolskiego.
Znajduje tu się przystanek kolejowy Stechnikowce, położony na linii Szepetówka – Tarnopol.

## Historia
W 1921 roku liczyła 1237 mieszkańców, z tego 1156 Ukraińców, 69 Polaków i 12 Żydów. 
W II Rzeczypospolitej wieś powiecie tarnopolskim województwa tarnopolskiego. W latach 1943–1945 członkowie OUN-UPA zamordowali tutaj 11 Polaków. W lutym 1945 roku pod groźbą śmierci ze strony ukraińskich nacjonalistów Polacy opuścili Stechnikowce i uciekli do Tarnopola.
W czasie okupacji niemieckiej mieszkająca tutaj ukraińska rodzina Unijatów ukrywała w swoim gospodarstwie Żyda Andreja Rozenberga. W 1993 roku Instytut Jad Waszem uhonorował za to tytułami Sprawiedliwych wśród Narodów Świata Prokipa i Mełaniję Unijatów oraz ich córkę Natalę Rozenberg z d. Unijat.